# مقرة (المهرة)

تعديل مصدري - تعديل

مقرة هي إحدى قرى مديرية حات التابعة لمحافظة المهرة، بلغ تعداد سكانها 87 نسمة حسب تعداد اليمن لعام 2004.